# Гайченко Олександр Анатолійович
Олекса́ндр Анато́лійович Гайченко — сержант Збройних сил України, учасник російсько-української війни.

## З життєпису
Старший водій гранатометного взводу аеромобільно-десантного батальйону, котрий у мирний час базується на території Миколаївської області.
Зазнав поранення. Після одужання та демобілізації повернувся працювати на Миколаївський завод залізобетонних виробів.

## Нагороди
- орден «За мужність» III ступеня (31.10.2014)